# حسن‌آباد (بشرویه)
حسن‌آباد یک روستا در استان خراسان جنوبی ایران است که در دهستان علی‌جمال واقع شده‌است.